# Giustizia civile
Giustizia civile è una rivista giuridica di Giuffrè editore, dedicata ai professionisti che si occupano di diritto civile. È diretta da Giuseppe Conte e da Fabrizio Di Marzio
Attraverso il contributo dei suoi autori, la rivista affronta le principali problematiche del diritto privato, sulle quali s'imbattono tanto la dottrina quanto la giurisprudenza.
Comprende diverse aree tematiche (arbitrato e processo; banca, finanza e assicurazioni; danno e responsabilità; diritti reali e condominio; famiglia e successioni; lavoro; obbligazioni e contratti; società e fallimento; soggetti e nuove tecnologie) ed ospita varie rubriche (editoriali, note, articoli, approfondimenti e multimedia).
La rivista è nata nel 1951. Dal marzo 2014  alla versione cartacea si affianca la rivista on-line.